# Drslavice (Prachaticei járás)
Drslavice falu és önkormányzat (obec) Csehország Dél-csehországi kerületének Prachaticei járásában. Területe 4,76 km², lakosainak száma 81 (2008. 12. 31). A falu Prachaticétől mintegy 7 km-re nyugatra, České Budějovicétől 42 km-re nyugatra, és Prágától 124 km-re délre fekszik.
A település első írásos említése 1384-ből származik.

## Az önkormányzathoz tartozó települések
- Drslavice
- Chválov
- Škarez 1.díl
- Švihov
- Trpín

## Nevezetességek
- Erődítmény

## Népesség
A település népessége az elmúlt években az alábbi módon változott:
| Lakosok száma | 415  | 338  | 356  | 185  | 110  | 91   | 86   | 94   | 97   | 97   |
|               | 1869 | 1900 | 1921 | 1961 | 1980 | 2011 | 2016 | 2019 | 2021 | 2024 |